# Kratippos von Pergamon
Kratippos von Pergamon (altgriechisch Κράτιππος Krátippos, latinisiert Marcus Tullius Cratippus; * in Pergamon) war ein antiker griechischer Philosoph im 1. Jahrhundert v. Chr. Seine Schriften sind verloren und er ist nur aus – teils ausführlichen – Erwähnungen insbesondere bei Cicero, aber auch bei Plutarch bekannt.
Kratippos war Peripatetiker und eng mit Cicero befreundet, den er 51 v. Chr. in Mytilene kennenlernte. In Mytilene weilte er wohl wenigstens bis 48 v. Chr., da er Pompeius vor der Schlacht von Pharsalos aufsuchte, um ihn mit der Lehre von der Vorsehung zu trösten. Cicero selbst, auch Brutus wurden von Kratippos unterwiesen. Spätestens 44 v. Chr. war er an der Schule des Peripatos in Athen, wo 44/43 v. Chr. Ciceros Sohn Marcus sein Schüler wurde und ihn anscheinend auf einer Asienreise begleitete. Ciceros Wertschätzung des Philosophen, den er zu den bedeutendsten des Peripatos zählte, ging so weit, dass er von Caesar das römische Bürgerrecht für ihn erbat und den Areopag in Athen aufrief, ein Dekret zu erlassen, das Kratippos auffordern solle, als Lehrer in Athen zu bleiben, als Zierde der Stadt.
Vom Werke oder der Ideenwelt, seiner Lehre ist nichts weiter bekannt, außer dass er Prophezeiungen glaubte und Träumen Bedeutung zumaß. Allein zu den Träumen scheint er auch ein Werk hinterlassen zu haben und Cicero überliefert in diesem Zusammenhang im Wortlaut die einzige von Kratippos ergangene Lehrentscheidung.